# Plateau (technika)
Plateau – płaski odcinek przebiegu charakterystyki.